# Лондонська фондова біржа
51°30′55″ пн. ш. 0°05′57″ зх. д. / 51.515277777778° пн. ш. 0.099166666666667° зх. д.
Лондонська фондова біржа (англ. London Stock Exchange, скорочено LSE) — перший організований ринок цінних паперів; одна з найбільших фондових бірж Європи. На біржі розраховується основний британський фондовий індекс FTSE 100.

## Історія
Офіційно заснована 1801 року, проте фактично її історія почалась у XVII сторіччі, коли брокери збиралися у кав'ярнях Гарравея та Джонатана на Обмінній алеї в Лондоні. Цих торговців не допускали на Королівську біржу за їх грубе поводження.
Одна з найбільших фондових бірж в Європі й один з найвідоміших світових ринків цінних паперів. Офіційно заснована була в липні 1773 під назвою Фондова біржа, після того, як протягом відомого періоду з часу правління короля Вільгельма III неформально функціонувала в кав'ярнях `У Джонатана` і `У Гаррауея`, в будівлі Королівської біржі, в приміщенні Ост-Індської компанії, `Хадсон Бей компані` і в `Новому Джонатані`. Будівля `Нового Джонатана` згодом виявилося тісним, і було побудовано нову будівлю поблизу Банку Англії, відкрите в березня 1802.
У 1853 перебудовано, а число членів біржі зросла до двох тисяч. Збільшення обсягу діяльності біржі зажадало її подальшого розширення, і в 1881 р. будівлю знову  реконструювали з тим, щоб вмістити ще 1500 членів біржі. Прийнятий у 1947 р. план реорганізації передбачав нову перебудову приміщення біржі та її переоснащення.
9 лютого 1970 біржа переїхала зі старого будинку на Трогмортон-стріт, де перебувала з 1853, у тимчасове приміщення в очікуванні завершення наприкінці 1972. 26-поверхової Біржової вежі, розташованої на захід від того місця, де знаходилася стара біржа. Ці нововведення обійшлися приблизно в 26,4 млн дол., включаючи побудову нової невисокої будівлі на старому місці з торговельним залом площею в 23350 кв. футів у порівнянні з 16 тис. кв. футів у тимчасовому приміщенні і 15 тис., що залишилися для торгового залу в старій будівлі, коли частина його була зруйнована в 1966.
Розширення приміщень біржі супроводжувалося введенням автоматизації. 9 лютого 1970 почала функціонувати Служба інформації за ринковими цінами: 22-канальна внутрішня телевізійна система, що передає дані про курси приблизно 700 різних цінних паперів та діяльності більш ніж 200 брокерських і банківських контор. Була введена в дію також внутрішня система телефонного зв'язку між фірмами - членами біржі. Пішла в минуле колишня практика, коли посильні за дзвінком з брокерської контори кидалися розшукувати в залі представника цієї контори, котрий своєю чергою посилав "блакитного ґудзика" (посильного, що мали блакитні значки) за з'ясуванням котирування цікавлять контору паперів до джоберів, безпосередньо займається їх роздрібною реалізацією.

## Функціонування
Члени біржі поділяються на брокерів і джоберів. Згідно з існуючими правилами ніхто не може діяти одночасно в обох якостях. Також вони не можуть виступати як партнери. Не допускається зміна одного статусу на ін інакше як з повідомленням не менше ніж за місяць. Член біржі або його чоловік не можуть одночасно бути керівником чи службовцем іншого підприємства. Брокери мають справу з клієнтами поза біржею і виконують їхні замовлення з купівлі та продажу цінних паперів через джоберів. Останні за своїми функціями дуже близькі до дилерів. Вони деділерам. Вони діють на ринку цінних паперів своїм коштом і, на відміну від спеціалістів Нью-Йоркської фондової біржі, не зобов'язані ставити на перше місце інтереси клієнтів чи суспільні інтереси. Брокери отримують платню за свою працю у вигляді комісійних, тоді як прибуток джоберів полягає в різниці між купівельною і продажною ціною паперів. Їм заборонено безпосередньо мати справу з клієнтами.
Ділова активність на біржі підрозділяється на різні ринки, на кожному з яких брало діє деяке число брокерів і джоберів, що спеціалізуються на цінних паперах певної, досить широкої категорії або класу. Кожен ринок має власне місце в торговому залі біржі. Брокер, який має намір придбати або продати цінні папери, направляється в ту частину залу, де знаходиться відповідний ринок і де багато джоберів конкурують між собою, торгуючи тими чи іншими акціями. Стандартного розміру угоди не існує, крім загальноприйнятих розмірів, що діють на ринку в цілому. Отримавши наказ від свого клієнта, брокер залежно від його змісту набуває паперу у джобера або продає їх йому. Наказ не може бути виконаний, поки не буде досягнута зазначена клієнтом гранична ціна, ЛІМІТ. За виконання наказу брокер повідомляє про це клієнта, повідомляючи йому належну суму і день виплати.
На Л.ф.б. зареєстровано велику кількість різних цінних паперів, що свідчить про важливу роль біржі в їх розміщенні і про відсутність позабіржового ринку. Зрідка виробляється торгівля у формі опціонів (продавця і покупця). На додаток до Л.ф.б. діє ще деяке число місцевих периферійних бірж, де котируються ті папери, котрим не знайшлося місця в Лондоні. Однак в кожний окремий момент угоди відбуваються лише за незначного числа паперів. У фін. діяльності компаній, за винятком тих випадків, коли папери розміщуються в приватному порядку і не пускаються в обіг, їх котирування на біржі - переважно на Лондонській, враховуючи її престиж, - є обов'язковою.
Компанія може прагнути отримати доступ до котирування своїх цінних паперів на біржі, переслідуючи одну з наступних цілей.
1. Подання. Ця процедура не пов'язана з випуском нових паперів для фінансування компанії, а, швидше, має на меті зміцнення позицій вже звертаються паперів. Відповідно до правил біржі компанія повинна опублікувати декларацію, що містить повну інформацію про саму компанію з погляду її відповідності умовам, що пред'являються при випуску цінних паперів у відкритий продаж. Тільки після цього папери допускаються до котирування на біржі.
2. Розміщення. Брокер компанії або її емісійний будинок спочатку розміщує новий випуск паперів серед порівняно обмеженого кола клієнтів, зазвичай інституційних інвесторів (юр. осіб), і лише потім отримує доступ до котирування паперів на біржі. За цим слідує звернення до обмеженого кола інвесторів з пропозицією придбати папери, причому цим інвесторам надається офіційна друкована інформація про компанію (яка направляється також і на біржу), але не настільки всеосяжна, як декларація при поданні.
3. Публічний випуск нових акцій. Відповідно до Закону про компанії, для того, щоб такі акції були допущені до котирування, повинен бути представлений і поширений повний проспект, складений за формою, затвердженою біржею. Банк, що обслуговує компанію зазвичай має брокерську фірму, що представляє інтереси компанії перед радою біржі і складає заявки від її імені у формі, встановленій радою. Хоча сама фондова біржа не несе перед інвесторами або перед будь-ким іншим жодної відповідальності за документи, сам факт допуску до біржового котирування розглядають як ознаку респектабельності. Акції не можуть випускатися за ціною нижче номіналу (це забороняється у Великій Британії), тому кожна компанія насущно зацікавлена в тому, щоб курс акції при котируванні, яка служить як базова при публічному продажу паперів, включала істотну премію понад номінал.

На Л Ф.Б. розрахунки проводяться не щодня, а за так званими розрахунковими днями. Один з таких днів буває в середині місяця, другий - в кінці. Всі операції за угодами, укладеними в попередній період, повинні бути завершені в наступний розрахунковий день. Як і на Нью-Йоркській фондовій біржі, деякі операції здійснюються на умовах `спот` (готівкові операції) з негайною поставкою. Якщо клієнт не має намір завершити операцію в найближчий розрахунковий день, його брокер може організувати перенесення платежів на наступний розрахунковий день. Однак за таку відстрочку з клієнта стягується надбавка до ціни